# جون رودس
جون رودس (4 سبتمبر 1962 - ) (بالإنجليزية: John Rhodes)‏ هو لاعب كريكت بريطاني.